# شتیپسهاوزن
شتیپسهاوزن (به آلمانی: Stipshausen) یک شهر در آلمان است که در بیرکنفلد واقع شده‌است. شتیپسهاوزن ۹۸۱ نفر جمعیت دارد.